# 로이엣 공항
로이엣 공항(태국어: ท่าอากาศยานร้อยเอ็ด, 영어: Roi Et Airport, IATA: ROI, ICAO: VTUV)은 태국 로이엣 주 로이엣에 위치한 공항이다.

## 운항 노선
- 로이엣 공항은 돈므앙 국제공항을 하루에 3회 또는 4회 운항중이다.

| 항공사          | 목적지        |
| --------------- | ------------- |
| 타이 에어아시아 | 방콕 (돈므앙) |